# Gymnuromys roberti
Gymnuromys roberti és una espècie de mamífer rosegador de la família dels nesòmids i l'única del gènere Gymnuromys. És endèmic de l'est de Madagascar, on viu a altituds d'entre 500 i 1.800 msnm. Fa el cau sota terra. El seu hàbitat natural són els boscos humits tropicals de plana i montans. Està amenaçat per la destrucció del seu medi.
L'espècie fou anomenada en honor del col·leccionista francès Alphonse Robert.